# Baldwin Park
Baldwin Park è una città localizzata nella valle di San Gabriel della contea di Los Angeles, Stati Uniti. Al censimento del 2000, la città aveva una popolazione di 75 837 abitanti.